# Oleśnica (stad in powiat Oleśnicki)
Oleśnica ([ɔlɛɕˈɲiʦa; Duits: Oels of Öls) is een stad in het Poolse woiwodschap Neder-Silezië, gelegen in de powiat Oleśnicki. De oppervlakte bedraagt 20,95 km², het inwonertal 37 347 (2017).

## Geschiedenis
Oleśnica werd in 1189 voor het eerst vermeld en ontving in 1255 stadsrechten van Hendrik III van Silezië. Na een verdeling van het grondgebied van de Piasten ontstond in 1312 een zelfstandig hertogdom Oleśnica, dat na de dood van hertog Koenraad X (1492) toeviel aan Bohemen. Koning Vladislav II stond het in 1495 af aan de zoons van zijn voorganger George van Podiebrad, Hendrik I en Wenceslaus. Na het uitsterven van het huis Podiebrad (1647) erfde Sylvius Nimrod uit het huis Württemberg-Weiltingen het hertogdom, dat sindsdien niet meer soeverein was.
De stad werd in 1730 door een brand grotendeels verwoest. Met de verovering van Silezië door Pruisen in de Silezische Oorlogen werd het gebied in 1742 Pruisisch. Het viel in 1792 toe aan de Welfen. Met de Pruisische hervormingen van 1807 ging de zelfstandigheid van het hertogdom geheel verloren. Met de dood van de laatste hertog, Willem, hield het hertogdom in 1884 op te bestaan.
Oels industrialiseerde in de negentiende eeuw sterk. In 1926 erkende de Pruisische overheid het gebied, dat van 1884 tot 1918 steeds aan de Pruisische kroonprins was toegekend, als privébezit van kroonprins Wilhelm. De stad werd in 1945 grotendeels verwoest en in datzelfde jaar door de Sovjet-Unie aan Polen afgestaan. Oleśnica werd hierna herbevolkt met Polen en wederopgebouwd.

## Hertogen van Oleśnica/Oels

### Piasten
- 1320-1366: Koenraad I
- 1366-1403: Koenraad II
- 1403-1412: Koenraad III
- 1412-1450: Koenraad IV, Koenraad V, Koenraad VI en Koenraad VII de Oude Witte
- 1450-1471: Koenraad VIII de Zwarte en Koenraad IX de Jonge Witte
- 1471-1492: Koenraad X

### Podiebrad
- 1495-1498: Hendrik I
- 1498-1511: Albrecht, George I en Karel I
- 1511-1536: Karel I
- 1536-1565: Joachim, Hendrik II, Johan en George II
- 1565-1617: Karel II
- 1617-1647: Karel Frederik I

### Württemberg
- 1649-1664: Sylvius Nimrod
- 1673-1697: Sylvius Frederik, Christiaan Ulrich en Julius Sigismund
- 1704-1744: Karel Frederik II
- 1744-1792: Karel III Christiaan Erdmann

### Welfen
- 1792-1805: Frederik August
- 1805-1815: Frederik Willem
- 1815-1824: Karel IV
- 1824-1884: Willem

## Geboren
- Karel II van Podiebrad (1545-1617), hertog van Oels en van Bernstadt
- Eugenius van Württemberg (1788-1857), hertog van Württemberg
- Edwin Oppler (1831-1880), vooraanstaand Duits-Joods architect, ontwierp o.a. villa's en synagoges in Hannover en wijde omgeving
- Sigmar Polke (1941), Duits kunstschilder en fotograaf

Stadsdistricten:
Wrocław · Jelenia Góra · Legnica · Wałbrzych

Districten:
Bolesławiec · Dzierżoniów · Głogów · Góra · Jawor · Kamienna Góra · Karkonosze · Kłodzko · Legnica · Lubań · Lubin · Lwówek Śląski · Milicz · Oleśnica · Oława · Polkowice · Środa Śląska · Strzelin · Świdnica · Trzebnica · Wałbrzych · Wołów · Wrocław · Ząbkowice Śląskie · Zgorzelec · Złotoryja

Grootste steden:
Bielawa · Bolesławiec · Dzierżoniów · Głogów · Jelenia Góra · Legnica · Lubin · Oleśnica · Świdnica · Wałbrzych · Wrocław · Zgorzelec